# Towthorpe (North Yorkshire)
Towthorpe – wieś w Anglii, w hrabstwie ceremonialnym North Yorkshire, w dystrykcie (unitary authority) York. Leży 8 km na północny wschód od miasta York i 286 km na północ od Londynu. Miejscowość liczy 1967 mieszkańców.